# 단맛

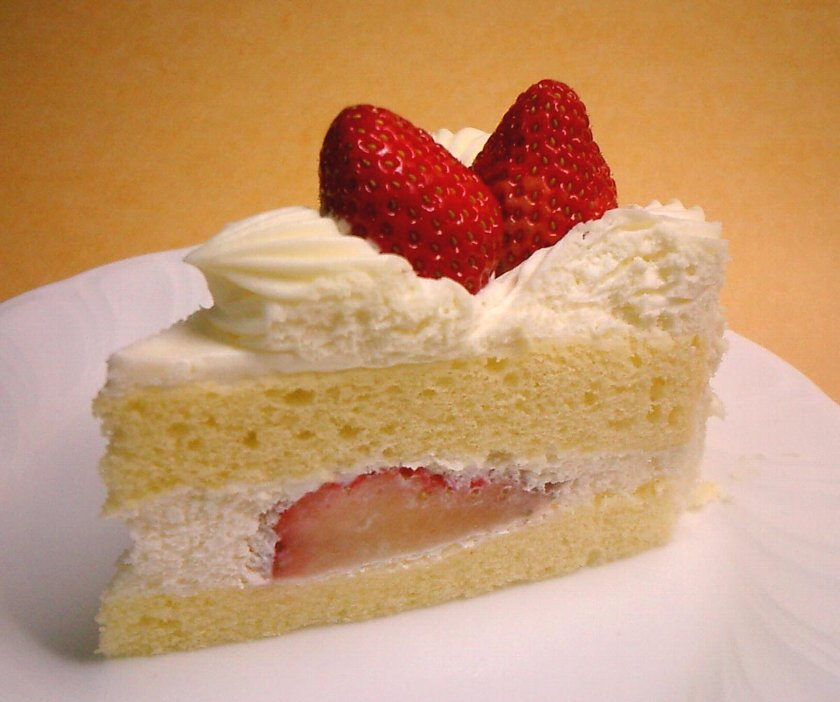
이 딸기 쇼트케이크와 같은 달콤한 음식들은 종종 디저트로 먹는다.

단맛(甘味)은 맛의 하나이다. 사탕수수로 설탕을 추출하기 전에는 벌꿀만이 단맛을 내는 주요한 재료였고, 이후 사탕수수, 사탕무 등에서 정제된 설탕(수크로스)이나 과일에 포함된 과당이 단맛의 주요 요인이지만, 최근에는 감미료를 사용하여 인공적으로 단맛을 내는 음식도 많다.

## 단맛을 내는 물질의 예
| 명칭              | 화합물 종류           | 단맛의 정도 |
| ----------------- | --------------------- | ----------- |
| 락토스            | 이당류                | 0.16        |
| 말토스            | 이당류                | 0.33 – 0.45 |
| 솔비톨            | 당알코올              | 0.6         |
| 갈락토스          | 단당류                | 0.65        |
| 글루코스          | 단당류                | 0.74 – 0.8  |
| 수크로스          | 이당류                | 1.00        |
| 프럭토스          | 단당류                | 1.17 – 1.75 |
| 시클라민산 나트륨 | 술폰산염              | 26          |
| 스테비올 배당체   | 글리코사이드          | 40 – 300    |
| 아스파탐          | 디펩티드 메틸 에스터  | 180 – 250   |
| 아세설팜 칼륨     | Oxathiazinone dioxide | 200         |
| 사카린            | 술포닐                | 300 – 675   |
| 수크랄로스        | 변형 이당류           | 600         |
| 토마틴            | 단백질                | 2000        |